# 三溴化硼
三溴化硼（分子式：BBr3）是一个无机化合物，室温下为无色液体，与空气中的水分反应发烟，生成硼酸和溴化氢。它可由三氧化二硼、碳和溴单质共热制得：反应中先生成单质硼，然后硼直接与溴反应化合。

## 化学性质
三溴化硼是强路易斯酸，常用于在药物生产中使醚类化合物脱去甲基或烷基。此外，也可作为烯烃聚合反应和傅-克反应的酸性催化剂，以及作为掺杂剂，用在半导体工业中。
三溴化硼会和水剧烈反应，生成硼酸和氢溴酸：
{\displaystyle \mathrm {BBr_{3}+3\ H_{2}O\ \rightleftharpoons \ B(OH)_{3}+3\ HBr} }

## 合成
碳化硼与溴在300 °C以上反应便会生成三溴化硼。产物可通过真空蒸馏纯化。
此外，三溴化硼也可以由溴和硼在700 °C下直接反应或是三氟化硼和三溴化铝的卤素交换反应产生：
{\displaystyle \mathrm {2\ B+3\ Br_{2}\longrightarrow 2\ BBr_{3}} }
{\displaystyle \mathrm {BF_{3}+AlBr_{3}\ \rightleftharpoons \ BBr_{3}+AlF_{3}} }

## 历史
三溴化硼首先由M. Poggiale在1846年制得，原料是三氧化二硼、碳和溴，条件为高温：
B2O3 + 3 C + 3 Br2  → 2 BBr3 + 3 CO
1857年，圣克莱尔·德维尔和弗里德里希·维勒对此法作了改进，改用无定形硼作原料，反应温度更低且不会生成一氧化碳：
2 B + 3 Br2 → 2 BBr3